# 平南県 (遼寧省)
平南県（へいなん-けん）は中華人民共和国遼寧省にかつて存在した県。現在の鞍山市岫岩満族自治県南西部に相当する。
遼代に設置され、金代に廃止された。